# Devin Saddle
La Devin Saddle (in lingua bulgara: Девинска седловина, Devinska Sedlovina) è una sella montuosa posta ad un'altitudine di circa 500 m, tra il Levski Ridge a ovest e il Delchev Ridge a est, nei Monti Tangra, nella parte orientale dell'Isola Livingston, nelle Isole Shetland Meridionali, in Antartide.
La sella fa parte dello spartiacque tra il Ghiacciaio Iskar a nord e il Ghiacciaio Magura a sud.
La denominazione è stata assegnata in onore della città di Devin, in Bulgaria.

## Localizzazione
La sella è posizionata alle coordinate 62°38′56″S 59°58′41″W, 1,7 km a est del Plovdiv Peak e 1 km a ovest-sudovest del Ruse Peak.

## Mappe
- L.L. Ivanov et al. Antarctica: Livingston Island and Greenwich Island, South Shetland Islands. Scale 1:100000 topographic map. Sofia: Antarctic Place-names Commission of Bulgaria, 2005.
- L.L. Ivanov. Antarctica: Livingston Island and Greenwich, Robert, Snow and Smith Islands. Scale 1:120000 topographic map.  Troyan: Manfred Wörner Foundation, 2009.